# Доній Лович
45°40′ пн. ш. 15°25′ сх. д. / 45.66° пн. ш. 15.41° сх. д.
Доній Лович (хорв. Donji Lović) — населений пункт у Хорватії, у Карловацькій жупанії у складі міста Озаль.

## Населення
Населення за даними перепису 2011 року становило 20 осіб.
Динаміка чисельності населення поселення: